# ジョバンニ・ブルネーロ
ジョバンニ・ジュゼッペ・ブルネーロ（Giovanni Giuseppe Brunero, 1898年3月15日 - 1934年11月23日）はイタリア・サン・マウリーツィオ・カナヴェーゼ出身の名自転車競技選手。

## 経歴
1920年にプロ選手となり、同年、イタリアジュニアチャンピオンに輝く。また同年のジロ・ディ・ロンバルディアではアンリ・ペリシエに続く2位に入ったが、同胞のコスタンテ・ジラルデンゴ、ガエターノ・ベローニには先着した。また、後に既にスター選手の地位を確立していたジラルデンゴ、ベローニに加え、1922年にプロ選手となったアルフレッド・ビンダとともにイタリア四天王を形成する。
1921年のジロ・デ・イタリア。第7ステージでジラルデンゴからマリアローザを奪ったブルネーロは、追撃してきたベローニを最後は41秒差抑えて初の総合優勝。翌1922年のジロでは追撃してくる選手がおらず圧勝。連覇を達成した。しかし3連覇をかけた1923年のジロでは、最後は一騎討ちとなったジラルデンゴに37秒差及ばず、惜しくも2位に終わる。だが1926年のジロでは、第7ステージでジラルデンゴからマリアローザを奪うと、最後は総合2位のビンダに15分28秒差をつける圧勝で3度目のジロを制覇した。
この他、1922年にミラノ〜サンレモ、1923年・1924年にジロ・ディ・ロンバルディアを制覇した。